# قصه دلها (فیلم ۱۳۴۸)
قصه دل‌ها فیلمی به کارگردانی حمید مجتهدی و نویسندگی حبیب‌الله کسمایی محصول سال ۱۳۴۸ است.

## خلاصه داستان
یکی از دو خواهر دوقلو به وسیلهٔ مرد تبهکاری معتاد به مواد مخدر می‌شود. پس از مدتی مرد تبهکار یکی از افرادش را مأمور قتل او می‌کند. اما مرد چون به دختر علاقه دارد این کار را نمی‌کند، در این حال خواهر دوم در جستجوی خواهرش نزد مرد تبهکار می‌رود و به خاطر شباهت زیاد به خواهر معتادش مرد تبهکار را دچار اشتباه می‌کند. تبهکار کسی را که مأمور قتل دختر معتاد بوده به علت اهمال در انجام مأموریتش می‌کشد. سرانجام با کوشش دختر، تبهکار گرفتار پلیس می‌شود و دختر نیز خواهر معتادش را برای معالجه به بیمارستان اعزام می‌دارد.